# Rut Krüger Giverin

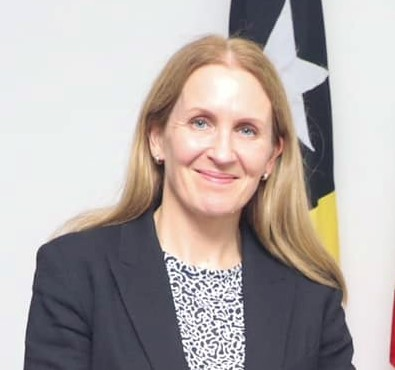
Rut Krüger Giverin (2022)

Rut Krüger Giverin (* 10. Oktober 1971 in Oslo, Norwegen) ist eine norwegische Diplomatin.

## Werdegang
An der Universität Oslo absolvierte Giverin von 1992 bis 1995 ein Studium in Politikwissenschaften, Geschichte, Spanisch und Internationalem Recht. Es folgten Studien am Institut d’Etudes Politiques in Paris (1995–1996) und bis zum Master am College of Europe in Brüssel (1996–1997).
1998 trat sie dem Auswärtigen Dienst bei und absolvierte bis 2001 eine diplomatische Ausbildung. Von 2001 bis 2004 war Giverin erste Sekretärin an der norwegischen Botschaft in Jakarta (Indonesien), bis 2006 erste Sekretärin an der Botschaft in London und bis 2006 Beraterin im Bereich „Frieden und Versöhnung“ der Abteilung Vereinte Nationen und humanitäre Angelegenheiten im norwegischen Außenministerium. Von 2008 bis 2011 kam sie als Botschaftsrätin an die Botschaft in Khartum (Sudan) und war bis 2013 Assistenzdirektorin des Bereichs Kompetenz und Organisation im Außenministerium. Es folgte bis 2015 der Posten als Direktorin und Rektorin des Instituts des Auswärtigen Dienstes in Oslo und bis 2017 der Direktorin des Bereichs Human Resources, Strategie und Berufsentwicklung im Außenministerium.
Von 2017 bis 2021 war Giverin norwegische Botschafterin für Mexiko und Zentralamerika. 2021 wurde sie zur Botschafterin für Indonesien und Osttimor ernannt. Die Akkreditierung Krügers in Osttimor fand am 24. Oktober 2022 statt.

## Sonstiges
Giverin ist verheiratet mit Simon William Giverin und hat drei Kinder.